# Contrada dei Rostri
La Contrada dei Rostri è stata una contrada di Milano appartenente al sestiere di Porta Nuova. Era la contrada Capitana  di Milano perché ospitava, entro i suoi confini, il Palazzo della Ragione, ovvero il municipio della città. 

## Confini
Il confine della contrada correva lungo la linea esterna del Palazzo della Ragione, dove confinava con il sestiere di Porta Orientale, fino all'incrocio tra via San Raffaele e via Marino, per poi proseguire fino a piazza della Scala. Il confine continuava poi da via Santa Margherita a via San Protaso per poi giungere a via del Gallo.

## Luoghi di culto

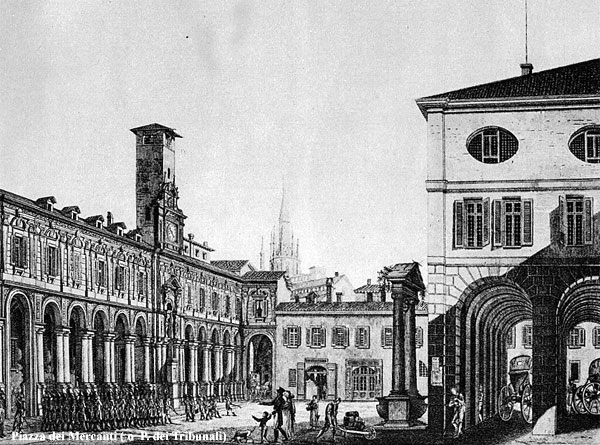
Piazza Mercanti come appariva durante l'età napoleonica

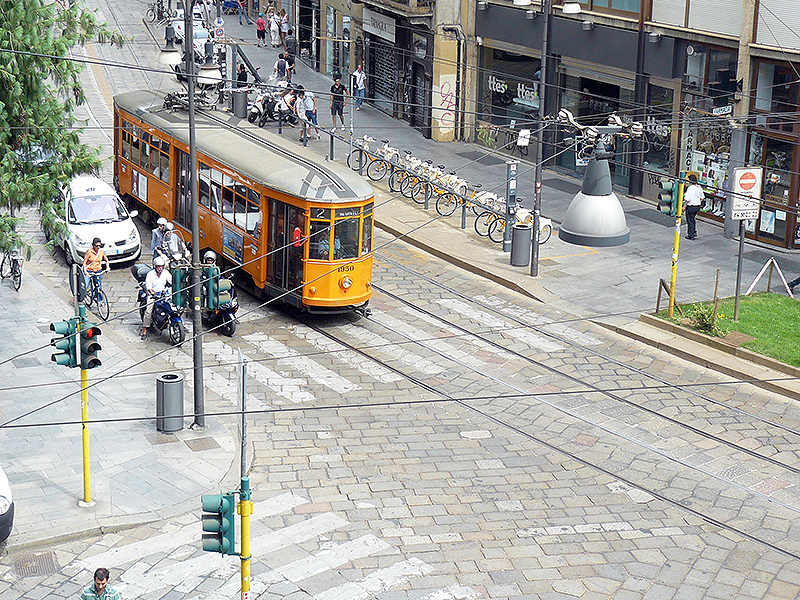
Il Carrobbio nel 2009

All'interno dei confini della contrada si trovava la chiesa di Santa Maria del Ghisone con annesso monastero, poi intitolati ai Santi Maria e Margherita.

## Storia
La contrada era denominata "capitana" perché, ospitando il Palazzo della Ragione, aveva nei suoi confini gli uffici comunali (chiamati Corte del Comune) e il locale dove era custodito il gonfalone municipale. Anticamente all'interno del Palazzo della Ragione, che si trova in piazza Mercanti, era custodito anche il Carroccio. 
Parte del quartiere annonario del sestiere di Porta Nuova apparteneva a questa contrada, in particolare la parte dedicata all'approvvigionamento della farina. La chiesa di Santa Maria del Ghisone fu trasformata, durante la dominazione austriaca, in carcere e commissariato di Polizia: all'interno di questi locali avvennero i processi contro i patrioti arrestati duranti i moti del 1820-1821 e le sommosse del 1830-1831. 
Della contrada facevano parte il Carrobbio di Porta Ticinese, parte di via dei Due Muri e il vicolo dell'Aquila: la loro urbanistica risaliva all'epoca romana.